# Volksbond tegen Drankmisbruik

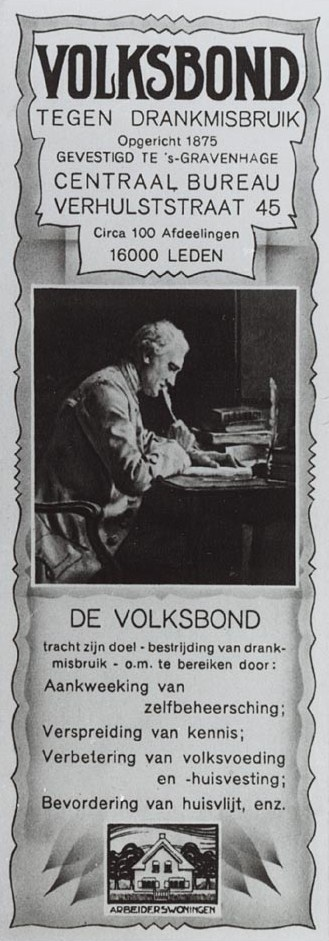

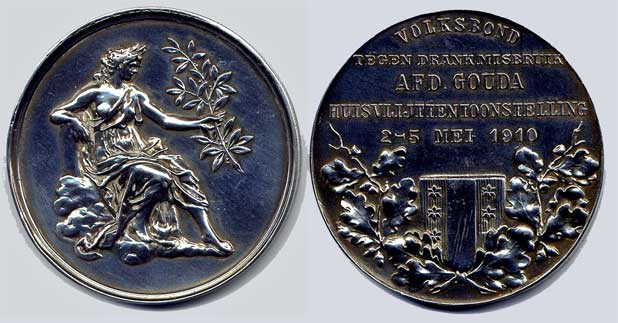
Afdeling Gouda, herinneringsmedaille

De Volksbond tegen Drankmisbruik werd in 1875 door Louis Philippona opgericht als de Multapatior's Bond ter bestrijding van bedwelmende dranken. In 1882 werd de naam veranderd in Volksbond, Vereeniging tegen Drankmisbruik.

## De oprichter
Louis Philippona (1827-1879) werd in Rotterdam geboren maar groeide na het overlijden van zijn vader op in een kostschool in Roosendaal en een klooster in Uden. In 1863 begon zijn loopbaan als journalist, eerst bij de liberale Nieuwe Noordbrabander, in 1868 bij het Handelsblad. Hij schreef onder de naam Multapatior (vertaling: ik lijd veel). Hij was zeer sociaal bewogen en richtte in 1875 de Multapatior Bond op. Na zijn overlijden werd hij opgevolgd door mr H. Goeman Borgesius.

## De Bond
De naam van de bond werd al gauw vereenvoudigd. De Bond had in vergelijking met andere organisaties uit die tijd een gematigde en liberale benadering. De bond ijverde voor een matig gebruik van drank. Doel was door opvoeding en ontwikkeling van het volk het drankmisbruik te bestrijden. Men wilde vooral misbruik van sterke drank voorkomen. Er werden koffiehuizen, wacht- en schaft-lokalen opgericht, waar alcoholvrije dranken te verkrijgen waren. Ook werd aandacht geschonken aan lichamelijke activiteiten en het stimuleren van hobby's. Er werden lezingen gegeven en bibliotheken opgericht.
De bond had in 1875 vijf afdelingen, in 1878 waren er al zeventien afdelingen bijgekomen. De nieuwe voorzitter, Goeman Borgesius, was tevens lid van de Tweede Kamerlid voor de Liberale Unie. Hij gaf de aanzet tot de standkoming van het drank-vergunningenstelsel.
In het begin van de 20ste eeuw werd vooral veel aandacht geschonken aan het gezin. Vaak waren er financiële problemen door het drankgebruik van de vader. Er kwamen kooklessen en kookboeken om te leren goedkope maar gezonde maaltijden te maken. Er werden woningbouwverenigingen opgericht en volkstuintjes ter beschikking gesteld. Er werden in de strijd tegen drankmisbruik cursussen gegeven in het maken van huisvlijt, om de mensen in staat te stellen hun vrije tijd nuttig te besteden in plaats van naar de fles te grijpen. In 1910 organiseerde de Volksbond de Nationale tentoonstelling voor huisvlijt.
Na de Tweede Wereldoorlog nam het alcoholgebruik weer toe. In 1969 werd het eerste alcoholvrije wegrestaurant geopend. Toen de Volksbond zijn eeuwfeest vierde en het predicaat Koninklijk kreeg verleend, waren er 300 kantines die door de bond beheerd werden. De omzet was onder meer 48.000.000 kopjes koffie per jaar.
In 1972 werd de Volksbond België opgericht, die ook alcoholvrije wegrestaurants oprichtte, maar in België waren financiële problemen waardoor de bond daar in 1986 weer werd opgeheven.
Sinds eind jaren tachtig van de 20e eeuw is de bond opgesplitst in enkele zelfstandige organisaties, zoals de Stichting Volksbond Amsterdam en de Stichting Volksbond Rotterdam.

## Kosthuizen
De Volksbond was ook actief betrokken bij de opvang van oud KNIL-militairen in tehuizen zoals Bronbeek te Arnhem en het "Grijze Huis" te Putten. Het Grijze Huis had een groot exploitatietekort en werd gesloten en in 1973 afgebroken. De bewoners werden overgeplaatst naar Bronbeek.

## Trivia
Bestuursleden waren onder meer:
- Louis Philippona (1875-1879)
- mr Hendrik Goeman Borgesius (1879-1917)
- mr A.J. Roest Crollius (1972-1974)
- P.M. Tiesema (1974-1982).
- Nico Broekhuysen